# Biggles: Černý kondor
Biggles: Černý kondor (v originále The Cruise of the Condor), je dobrodružná kniha spisovatele W. E. Johnse, jež byla poprvé vydána roku 1933. Jde o druhou knihu o Bigglesovi. Dějově se jedná o první knihu z meziválečného období, celkově o 10. knihu.
V češtině vyšla poprvé v roce 1939 v nakladatelství Toužimský & Moravec. V roce 1991 vyšla pod názvem Let Kondora v nakladatelství Gennex a v roce 1993 opět pod původním názvem v nakladatelství Riopress.

## Děj
Biggles a Algy jedou za Bigglesovým strýčkem Dickem (Dickpa). Ten je ve svém domě obléhán, protože v Jižní Americe přišel na stopu bájného pokladu, po kterém touží nepřátelská banda. Biggles sežene letadlo, kterým osvobodí Dickpa z domu a společně s mechanikem Smythem se vydávají na cestu. Zde skutečně přijdou na stopu ztracenému městu, zažijí zemětřesení, útok kondora i útok nepřátel. Nakonec však vše dobře dopadne a všichni se vrací do Anglie i s několika věcmi z pokladu.

## Postavy
- Biggles
- Algy
- Smyth
- Dickpa
- Blattner – vůdce nepřátelské bandy

## Letadla

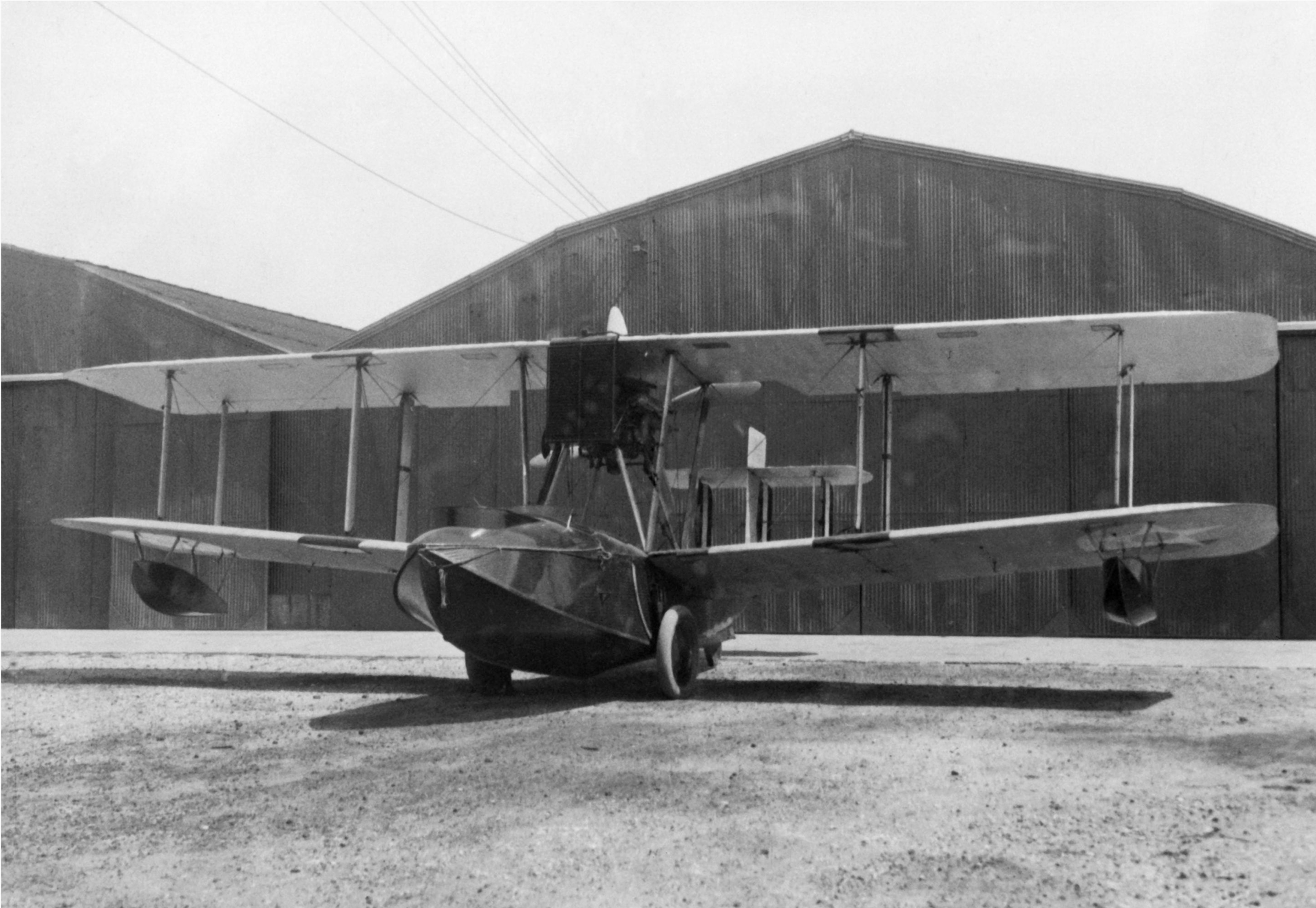
Vickers Viking

- pětisedadlový obojživelný stroj Vickers Viking – Kondor
- Curtiss – Blattnerovo letadlo
- Junkers Ju 52/3m – stroj bolivijské letecké firmy